# Jaroslav Benda
Jaroslav Benda, né le 27 avril 1882 à Prague − mort le 12 janvier 1970 dans la même ville, est un peintre, graphiste, affichiste et designer tchécoslovaque.

## Biographie
Jaroslav Benda est né dans une famille de métallurgistes de Prague et a passé une partie de sa jeunesse à Kutná Hora. Enfant, il a appris à relier des livres. Il est diplômé de l’École supérieure de Prague (latin et grec, études grecques et romaines, mythologie, poésie, sculpture et architecture). Au cours de ses études à l’école des arts appliqués de Prague dans l’atelier d’Arnošt Hofbauer (1901-1904), ses talents ont été remarqués par V. V. Štech, Jan Preisler et l’architecte Jan Kotěra. Il a négocié son premier contrat avec l’éditeur Jan Laichter et Benda a ensuite travaillé avec lui pendant les soixante années suivantes. Au printemps 1904, Benda est transféré à l’Académie des beaux-arts, où ses camarades de classe sont Bohumil Kubišta, Vincenc Beneš, Emil Filla, Zdeněk Kratochvíl, Václav Špála, Antonín Procházka et Vratislav Hugo Brunner.
Grâce à un contrat pour le cercle artistique Mánes, il devient membre du comité, plus tard directeur général de l’association. À partir de 1920, il est professeur à l’École des arts appliqués de Prague. De 1926 à 1928, il en est le recteur. Parmi ses élèves figurent Zdenek Seydl, Jaroslav Šváb, Antonín Strnadel et Jiří Trnka. De 1908 à 1949, il est membre du cercle artistique Mánes et membre de l’Association Hollar des artistes graphiques tchèques, fondée en 1917 sous la direction de Tavík František Šimon.

## Œuvre
Jaroslav Benda a conçu le graphisme pour des livres et des éditions pour les principaux éditeurs tchèques : Jan Laichter, Jan Štenc, Kamilla Neumann et Komenium, Kalich, Kmen, Sfinx, Kryl et Scotti (Nový Jičín), F. Obzina (Vyškov), etc. Il se consacre à l’écriture de textes professionnels, par exemple son manuel Písmo a nápis (1931) a été publié. De 1907 à 1912, il est rédacteur en chef du magazine Světozor. Avec V. H. Brunner, Helena Johnová et M. Teinitzer, il est l’un des fondateurs d’Artěl en 1908.
De 1914 à 1916, il conçoit des affiches pour les expositions des membres du cercle artistique Mánes. Il est l’auteur de mosaïques dans le bâtiment de l’ancien ministère des Postes (1931), dans la bibliothèque de la CTU (1932), etc. Avec Otakar Španiel, il crée des chaînes de recteurs pour l’université de Bratislava (1923) et pour l’université Masaryk de Brno (1935). Il a conçu des timbres-poste et des billets de banque tchécoslovaques.
Une réalisation importante est la décoration de la chapelle funéraire de Jan Amos Komenský à Naarden, aux Pays-Bas (verre feuilleté et gravé, 1935-1937).

## Galerie

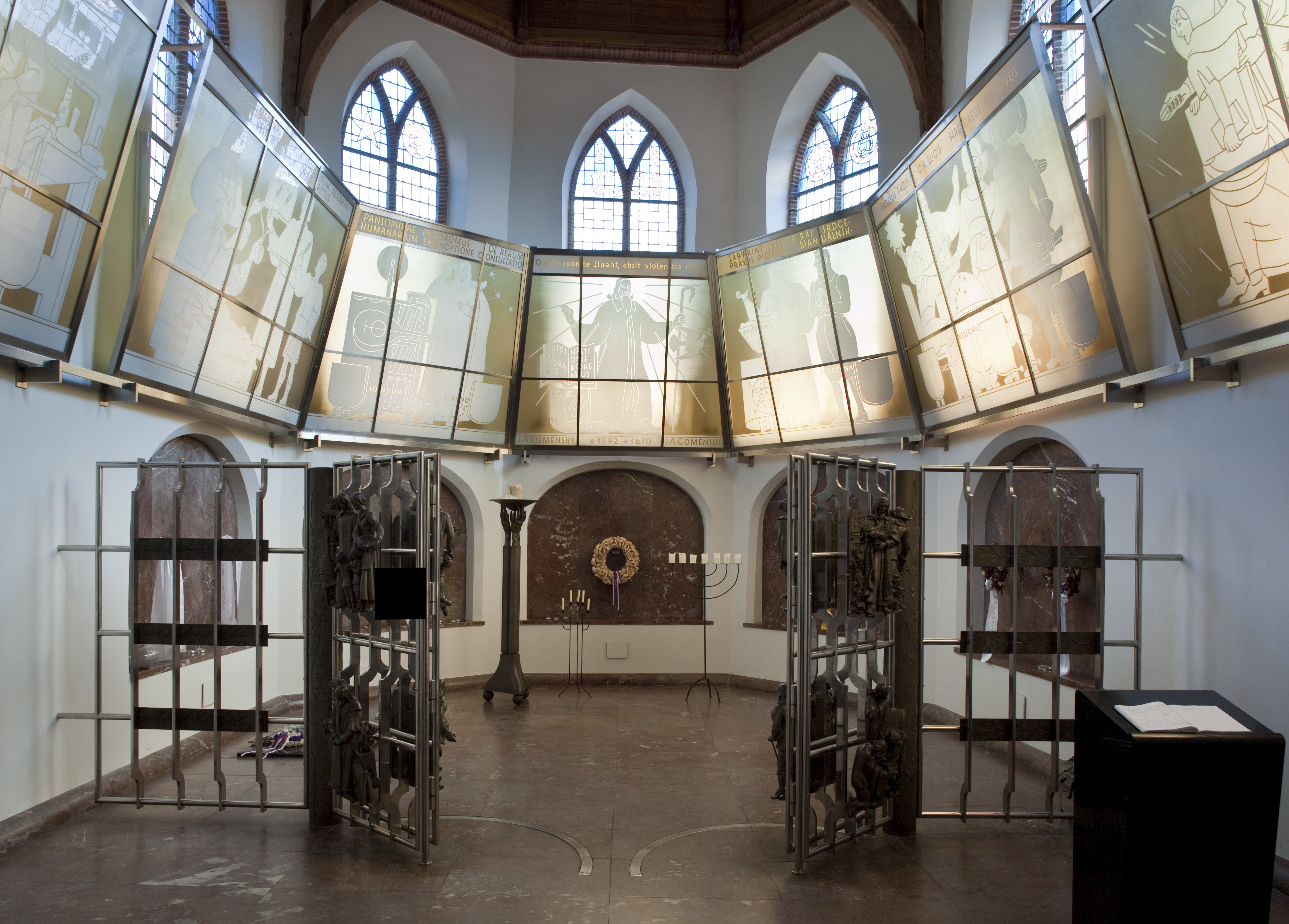
Chapelle funéraire de Jan Amos Komenský
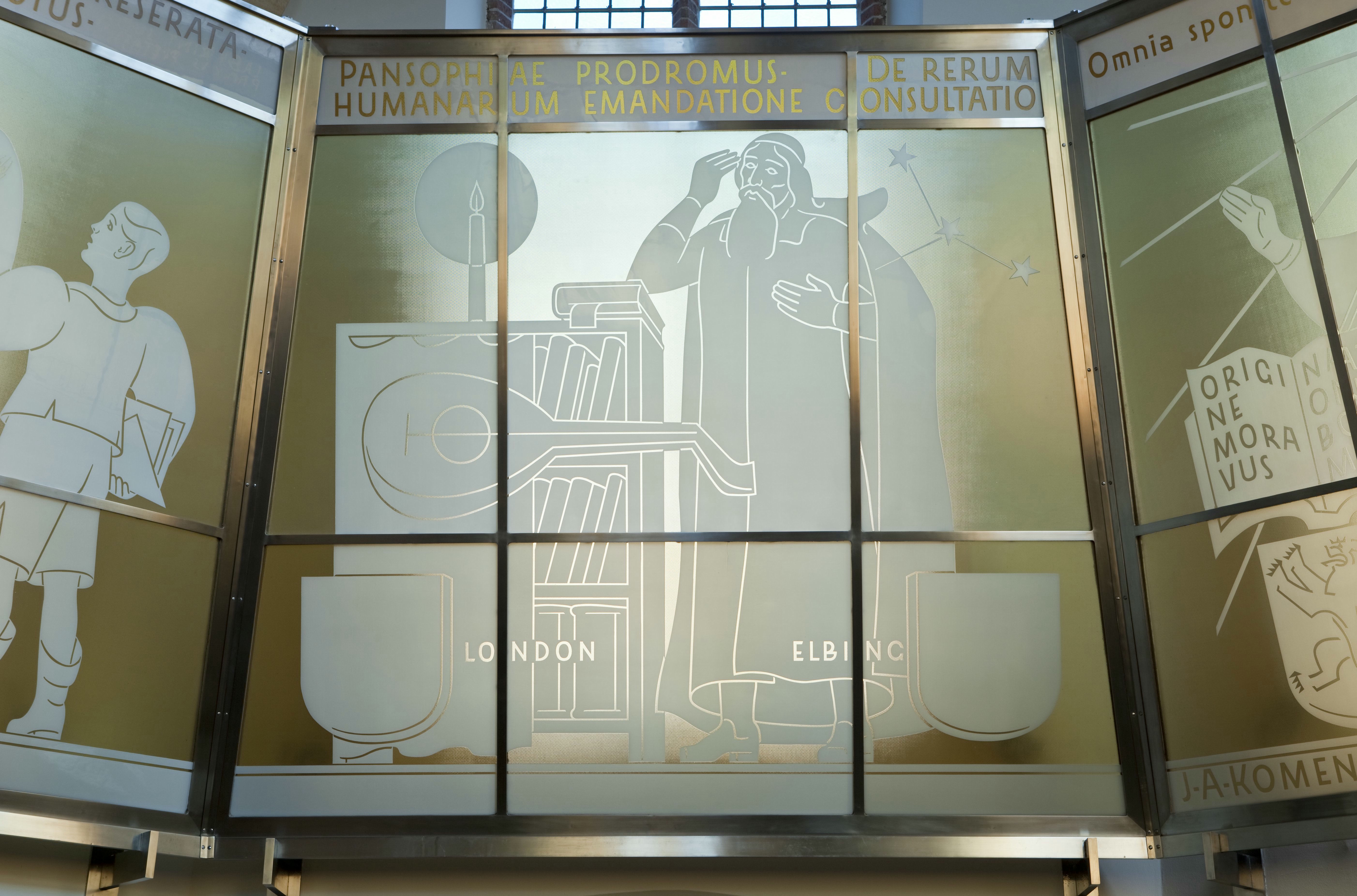
Chapelle funéraire de Jan Amos Komenský (détail)